# Tarsy
Tarsy – rzeka we Francji, przepływająca przez teren departamentu Nord, o długości 14,2 km. Stanowi dopływ rzeki Sambry.